# Caraipa racemosa
Caraipa racemosa är en tvåhjärtbladig växtart som beskrevs av Jacques Cambessèdes. Caraipa racemosa ingår i släktet Caraipa och familjen Calophyllaceae. Inga underarter finns listade i Catalogue of Life.